# Agnes Odhiambo (kế toán viên)
Agnes Nangila Odhiambo, là một kế toán, chuyên gia quản lý tài chính và công chức người Kenya, người đã từng là "Kiểm soát ngân sách của nước Cộng hòa Kenya", kể từ tháng 8 năm 2011, người đầu tiên phục vụ trong cương vị này, kể từ khi văn phòng được thành lập. Ngay trước nhiệm vụ hiện tại của mình, bà là Tổng Giám đốc và Thư ký của Hội đồng Quỹ Phát triển Bầu cử (Hội đồng CDF).

## Bối cảnh và giáo dục
Bà có bằng Cử nhân Thương mại (BCom), lấy bằng từ Đại học Nairobi (UON). Thạc sĩ Quản trị Kinh doanh (MBA), bằng cấp của bà cũng được UON trao tặng. Bà là thành viên của Viện Kế toán Công chứng Kenya, (FICPAK), một vinh dự được trao tặng cho bà vào năm 2014, để công nhận \ đóng góp cho nghề nghiệp ở Kenya. Bà đã tham dự một số khóa học về kế toán, tài chính, nguồn nhân lực, công nghệ thông tin và lãnh đạo, trong suốt sự nghiệp của bà.

## Kinh nghiệm kinh tế tư nhân
Bà bắt đầu sự nghiệp kế toán của mình trong khu vực tư nhân vào năm 1983 với tư cách trợ lý kế toán tại BAT Kenya. Sau một năm làm việc tại BAT, bà chuyển sang công ty kế toán của Deloitte và Touche, làm việc ở đó với tư cách là một nhà tư vấn tài chính. Năm 1985, bà được thuê bởi Unga Group Limited, làm kế toán quản trị. Trong những năm sau đó, bà được thăng chức lên vị trí Giám đốc Tài chính của công ty con Unga Group, "Unga Feeds Limited". Năm 1998, bà chuyển việc, tham gia chuỗi siêu thị, Metro Cash và Carry Kenya Limited, với tư cách là người quản lý tài chính. Năm 2003, bà được thăng chức Giám đốc Tài chính, chịu trách nhiệm cho hai công ty con, (1) Metro Cash and Carry Kenya Limited và (2) Metro Cash và Cary Uganda Limited.